# HDV
HDV (англ. High Definition Video) — формат запису відео високої чіткості спершу на DV касети. При цьому відео записується на звичайну miniDV касету зі стисненням MPEG-2 з бітрейтом 25 Мбіт/c.
HD-формат розвивається у двох напрямках: HDV, призначеного для відтворення з різних носіїв інформації, і HDTV — призначеного для мовлення по кабельним, супутниковим та ефірним каналам телебачення.
Основними форматами по роздільній здатності є: HD1080 (1920x1080) і HD720 (1280x720). 
Обидва вони мають співвідношення ширини до висоти кадру (екрана) рівне 16:9.
Переглянути HD-відео у всій його красі можна тільки на пристроях відтворення (Монітори, тв-панелі, проектори ...), що підтримують дозвіл екрану не менше 1280х720 пікселів.
Якість відео у форматі HDV нижче, ніж HD 1080 (розмір кадру 1920х1080 пікселів), проте формат HDV широко поширений серед користувачів.

## Кодеки
HD-відео кодується в різних кодеках : 
- MPEG — 2 HD — приймач формату MPEG-2 в DVD. Він дає досить високу якість зображення, але його алгоритм стиснення сильно застарів і не забезпечує достатнього рівня компресії. Проте даний формат був обраний як основний для побутових відеосистем високої роздільної здатності. І не випадково: він добре відомий і освоєний, для реалізації тракту не потрібні складні декодери.
- H.264 AVC (MPEG-4 v.10) — молодий і перспективний кодек, заснований на стандарті нового покоління MPEG-4 кодеків H.264. AVC розшифровується як Advanced Video Coding (прогресивне кодування відео).

На відміну від своїх попередників стандарту h.263 (DivX, Xvid), він демонструє значно кращу якість зображення при більшій компресії тракту, що пов'язано з використанням значно доопрацьованих технологій стиснення відеоданих. Але для кодування і декодування відеопотоку потрібні значні обчислювальні потужності процесора. Щоб полегшити навантаження на процесор, імениті виробники відеокарт  включили підтримку апаратного декодування HD-відео в свої нові моделі.
- VC-1 — розроблений компанією MicroSoft і використовується для кодування HD — потоку в HD-DVD. Він заснований на алгоритмі MPEG-4.
- DiVX HD і WMV-HD — трохи допрацьовані версії кодеків своїх старших MPEG4 — побратимів[1].